# 天宫空间站载人发射任务列表
天宫空间站载人发射任务列表，本表列出了所有抵达天宫空间站的载人发射任务，截至今日为止到访人员全数为中国籍航天员，使用的载具全部为神舟载人飞船（2021年至今）。

## 任务列表
任务状态： 执行中任务 、 待执行任务 
| 任务                          | 乘组人员             | 乘组照片 | 发射                 | 对接                          | 脱离                 | 返回                 | 备注                                       |
| ----------------------------- | -------------------- | -------- | -------------------- | ----------------------------- | -------------------- | -------------------- | ------------------------------------------ |
| 神舟十二号 长征二号F/G 遥十二 | 聂海胜 刘伯明 汤洪波 |          | 2021年6月17日 09:22  | 2021年6月17日 15:54 前向对接  | 2021年9月16日 08:56  | 2021年9月17日 13:34  | 载人航天工程“第三步”的首次载人飞行任务。   |
| 神舟十三号 长征二号F/G 遥十三 | 翟志剛 王亚平 叶光富 |          | 2021年10月16日 00:23 | 2021年10月16日 06:56 径向对接 | 2022年4月16日 00:44  | 2022年4月16日 09:56  | 空间站关键技术验证阶段第二次载人飞行任务。 |
| 神舟十四号 长征二号F/G 遥十四 | 陈冬 刘洋 蔡旭哲     |          | 2022年6月5日 10:44   | 2022年6月5日 17:42 径向对接   | 2022年12月4日 11:01  | 2022年12月4日 20:09  | 空间站建造阶段第一次载人飞行任务。         |
| 神舟十五号 长征二号F/G 遥十五 | 费俊龙 邓清明 张陆   |          | 2022年11月29日 23:08 | 2022年11月30日 05:42 前向对接 | 2023年6月3日 21:29   | 2023年6月4日 06:33   | 与神舟十四号在轨交接工作5天。              |
| 神舟十六号 长征二号F/G 遥十六 | 景海鹏 朱杨柱 桂海潮 |          | 2023年5月30日 09:31  | 2023年5月30日 16:29 径向对接  | 2023年10月30日 20:37 | 2023年10月31日 08:11 | 與神舟十五號在軌交接工作5天                |
| 神舟十七号 长征二号F/G 遥十七 | 汤洪波 唐胜杰 江新林 |          | 2023年10月26日 11:14 | 2023年10月26日 17:46 前向对接 | 2024年4月30日 8:43   | 2024年4月30日 17:46  | 與神舟十六號在軌交接工作5天                |
| 神舟十八号 长征二号F/G 遥十八 | 叶光富 李聪 李广苏   |          | 2024年4月25日 20:59  | 2024年4月26日 03:32 径向对接  | 2024年11月3日 16:12  | 2024年11月4日 1:24   | 與神舟十七號在軌交接工作5天                |
| 神舟十九号 长征二号F/G 遥十九 | 蔡旭哲 宋令东 王浩泽 |          | 2024年10月30日 04:27 | 2024年10月30日 11:00 前向对接 | 2025年4月30日 04:00  | 2025年4月30日 13:08  | 與神舟十八號在軌交接工作5天                |
| 神舟二十号 长征二号F/G 遥二十 | 陈冬 陈中瑞 王杰     |          | 2025年4月24日 17:17  | 2025年4月24日 23:49 径向对接  | 待定                 | 待定                 | 与神舟十九号在轨交接工作6天                |